# Вратца (хребет в Грамос)
Вратца (на албански: Vratsa, на гръцки: Βράτσα) е хребет в планината Грамос (Грамоща).
Хребетът е разположен в северозападната част на Грамос северно от село Слимница (Трилофос) в Гърция и южно от село Аръз в Албания и по него минава границата между Албания и Гърция. Обхваща върховете Манастир (1467 m), наричан също и Вратца, на който е гранична пирамида № 66 и Извор (1486 m), на който е гранична пирамида № 67.